# Шуйский сумон
Шуйский сумон — административно-территориальная единица (сумон) и муниципальное образование со статусом сельского поселения в Бай-Тайгинском кожууне Тывы Российской Федерации.
Административный центр и единственный населённый пункт сумона — село Шуй.

## Население
| 2017 | 2018  |
| ---- | ----- |
| 1841 | ↘1825 |

## Состав сельского поселения
| № | Населённый пункт | Тип населённого пункта       | Население |
| - | ---------------- | ---------------------------- | --------- |
| 1 | Шуй              | село, административный центр | ↘1771     |

## География
На территории сумона есть кластерный участок «Шуй» природного парка «Тыва», площадью 98000 гектаров